# 80, Bon Anniversaire Charles

80, Bon Anniversaire Charles ! – est un DVD musical sorti en 2004.

## Synopsis
Charles Aznavour et ses invités ont offert un concert le 22 mai 2004 au Palais des congrès de Paris au profit de l’Institut national du cancer.

## Le concert
1. Introduction
2. For me formidable – Jenifer et Alizée
3. Je m’voyais déjà – Charles Aznavour
4. Sur ma vie – Johnny Hallyday et Charles Aznavour
5. Mourir d’aimer – Isabelle Boulay
6. Mes emmerdes – Laurent Gerra et Charles Aznavour
7. Que c’est triste Venise – Patricia Kaas et Charles Aznavour
8. Désormais – Isabelle Boulay, Liane Foly et Nolwenn Leroy
9. Emmenez-moi – Florent Pagny et Charles Aznavour
10. Hier encore – Line Renaud
11. Au creux de mon épaule – Vanessa Paradis et Charles Aznavour
12. Et pourtant – Muriel Robin
13. Les Comédiens – Dany Brillant
14. La mamma – Roberto Alagna et Charles Aznavour
15. La plus belle pour aller danser – Stomy Bugsy et Nolwenn Leroy
16. Sa jeunesse – Charles Aznavour
17. Pour toi Arménie – Hélène Ségara et la chorale des enfants Arméniens
18. La Bohème – Catherine Ringer et Corneille
19. Je voyage – Katia Aznavour et Charles Aznavour
20. The sound of your name – Liza Minnelli et Charles Aznavour
21. Comme ils disent – Linda Lemay
22. Ave Maria – Liane Foly et Les Petits Chanteurs à la Croix de Bois.
23. Si tu m’aimes – Nana Mouskouri et Charles Aznavour
24. Un mort vivant (Délit d'opinion) – Charles Aznavour
25. Texte de Jean-Loup Dabadie – Jean-Claude Brialy
26. Nous nous reverrons un jour ou l’autre – Faudel et Charles Aznavour

## Fiche technique
- Éditeur : Capitol Music
- Distributeur : EMI
- Sorti le 5 octobre 2004